# Bø i Telemark
Bø i Telemark é uma comuna da Noruega, com 266 km² de área e 5 173 habitantes (censo de 2004).